# 湾岸戦争に反対する文学者声明
湾岸戦争に反対する文学者声明（わんがんせんそうにはんたいするぶんがくしゃせいめい）は、湾岸戦争時、日本政府が多国籍軍に90億ドルを援助することが決まり、多国籍軍がイラクを攻撃する中で、「文学者の討論集会」が行われ、「声明」が発表された。声明が2つからなるのは、「声明1」は、日本が戦争に加担することに、「私」一個人として反対、だけで一致する人、「声明2」は、柄谷行人ら発起人の思想に、「われわれ」として賛同する、という2つに分かれたからである。

## 署名者
「声明1」は、発起人16人を含む43人が署名している。「声明2」は、発起人16人が署名している。

### 発起人
柄谷行人、中上健次、島田雅彦、田中康夫、高橋源一郎、川村湊、津島佑子、いとうせいこう、青野聰、石川好、岩井克人、鈴木貞美、立松和平、ジェラルディン・ハーコート、松本侑子、森詠、渡部直己（脱退）

### 他の署名者
井口時男、岳真也、小林広一、笹倉明、鈴木隆之、山崎行太郎、朝倉めぐみ、岡聡、落合美砂、尾花ゆきみ、笠井雅洋、風元正、ルイス・クック、桑田義秀、佐々木勉、白石嘉治、新町和宏、高瀬幸途、西田裕一、根本恒夫、野谷文昭、橋本俊彦、松本小四郎、丸山哲郎、山田賢治、山村武善、義江邦夫

## 反響
- 吉本隆明は、広島や長崎に原爆を落とされ、日本は『人類最終戦争』を経験したなんて言い方はボードリヤールの口真似で、「最初にいったやつもバカですけど、口真似をするやつはもっとバカ」であり、文学者が『人類最終戦争』なんて決める問題ではないし、決められる問題でもないとして、「日本はすでに広島や長崎に原爆を落とされている、つまり、日本は『人類最終戦争』をやってしまったのだから、戦争には参加すべきではないというものです。僕が気に食わないのは、文士が『人類最終戦争』なんてことを口にして、自分たちが勝手に『これが人類にとっての最終戦争なんだ』なんてことを決めつけられると思い込んでいることです」と批判する[4]。
- 池田信夫は、「湾岸戦争の時は『戦争をやめろ』という署名を浅田彰や柄谷行人などの『知識人』がやった。あのときフセインを追放しておけば、イラク戦争は必要なかったのに」と評した[5]。
- 坪井秀人は、「声明1」と「声明2」での、「私」と「われわれ」という安直な主語の置き換えを問題視する[6][1]。
- 高橋源一郎は、自らの署名行為は「その時、タカハシさんが考え得るもっとも愚かな行為であった」と述懐する[7]。
- 加藤典洋は、『敗戦後論』（『群像』1995年1月号）の冒頭で、声明に違和感を持ったとして、その理由を「そのいずれの場合にも、多かれ少なかれ、その言説が『反戦』の理由を平和憲法の存在に求める形になっていたことだった。わたしはこう思ったものである。そうかそうか。では平和憲法がなかったら反対しないわけか」と述べている。そのうえで、戦後五十年をへて、自己欺瞞は深くなっており、「ここにあるには個々人の内部における歴史感覚の不在だが、その事態が五十年をへて、ここでは、本来はない歴史主体の、外にむけての捏造が生みだされているのである」と批判する。
- 川村湊は、加藤典洋からの批判を「私が声明の署名者の一人でなければ『なるほど』と肯いてしまいそうな明晰な論理」「根源的でかつ苛烈なもの」であり、そして自分は、「平和憲法」にある「戦争の放棄」という条項を「信じているフリをしてみよう」と思って署名した、と述べた[8]。
- 山田詠美は、安心して小説が書ける場所を奪われたら困るなど日常的・個人的なことが先に立つという。だから、「なんだかんだ言って戦争を経験していない団塊の世代の人たちが、反戦歌を歌ったりしていたということが今ではすごく腹立たしい」「湾岸戦争時みたいに、大上段に構えて戦争について語る人たちに対しては『バカみたい』と思ってしまう」と述べた[9]。
- 葦原骸吉は、政治的には無効・無力であることが分かっていると断った上でのこの声明は、「戦争の報道が毎日されてるのに普通に生きてるのが、なんとなく落ち着かない、何もしないのが後ろめたい気がする」という気分の表明でしかなく、「死んだ中上に責任を押しつけて忘れた（たぶん中上自身は、それが空回りのダサい行為と分かっていたが、だからといって眼前の戦争を無視して黙って穏当ぶるのが嫌だから声明したのではないか、と思う）」と記している[10]。

## 参考
- 高和政「湾岸戦争後の文学者」『現代思想』2003年6月号